# ジッフォーネ
カランナ（イタリア語: Giffone）は、イタリア共和国カラブリア州レッジョ・カラブリア県にある、人口約1,800人の基礎自治体（コムーネ）。

## 地理

### 位置・広がり

#### 隣接コムーネ
隣接するコムーネは以下の通り。
- アノーイア
- チンクエフロンディ
- ガーラトロ
- マンモラ
- マローパティ